# سمور ۵۰۲۶
سیارک ۵۰۲۶ (به انگلیسی: 5026 Martes، نامگذاری:1987QL1) پنج هزار و بیست و ششمین سیارک کشف شده‌است که در ۲۲ اوت ۱۹۸۷ کشف شد.
قدر مطلق سیارک برابر ۱۲٫۹۰ است.